# Rue de Richelieu-i operaház
A Rue de Richelieu-i operaház Párizs egyik dalszínháza volt csaknem harminc éven át a 18-19. század fordulóján. A színház több néven is ismert voltː  Théâtre National, Théâtre des Arts és salle Montansier.

## Története

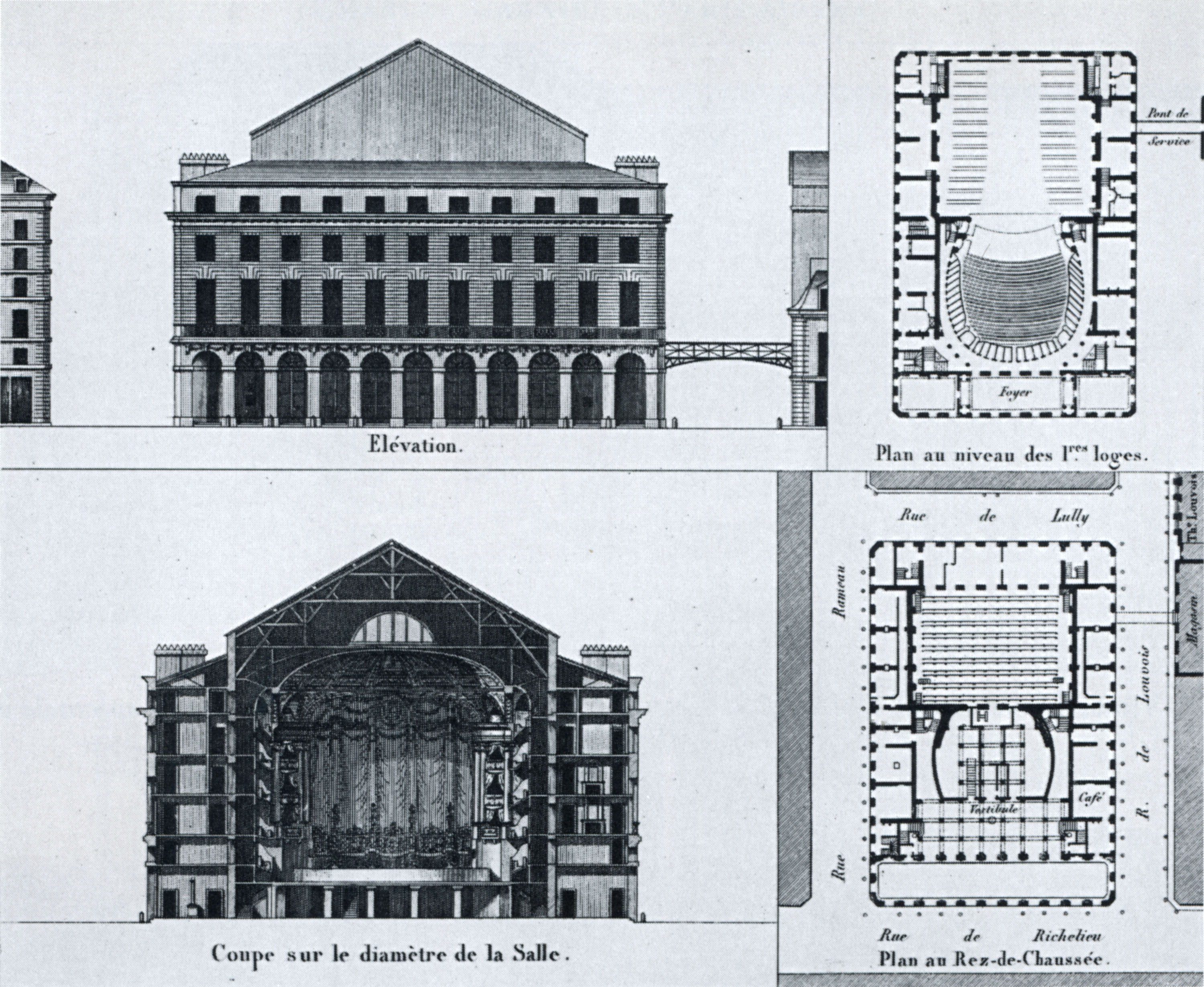
A színház alaprajza az építés idején

A színház 1793-ban épült a Rue de Richelieu (1793 és 1806 között Rue de la Loi) és a Rue Louvois kereszteződésében álló ingatlanon, amelyet Marguerite Brunet, színpadi nevén Mademoiselle Montansier francia színésznő és rendező vásárolt meg 1791-ben. A színházat csak rövid ideig tulajdonolhatta, mert hamisan azzal vádolták meg, hogy fel akarta gyújtani az utca túloldalán álló nemzeti könyvtárat. 1794. augusztus 7-én a Közjóléti Bizottság úgy döntött, hogy a párizsi opera játszóhelyévé változtatja a színházat, amelyet először Théâtre Nationalnak, majd Théâtre des Arts-nak neveztek át. Befogadóképessége 2800 néző volt, míg a zenekari árokban 54 muzsikus játszhatott egyszerre. A repertoárt a forradalmi művek uralták, 1794. szeptember 29-én az opera színpadán hangzott el először a Chant du départ.
Színpadra állították a korszak vezető zeneszerzőinek – Étienne Nicolas Méhul, André Grétry, Jean-François Le Sueur és Louis-Luc Loiseau de Persuis – műveit, 1805-ben pedig bemutatták Wolfgang Amadeus Mozart Don Giovanniának Friedrich Kalkbrenner féle verzióját. Az évek során az opera egyre több privilégiumhoz jutott, 1806-ban az egyetlen olyan színház lett, amely helyet adhatott maszkabáloknak. 1807-ben I. Napóleon francia császár megtiltotta, hogy az opera a klasszikus színpadi és zenei hagyományokkal ellenkező szórakoztató műsorokat adjon.
XVIII. Lajos francia király elhatározta, hogy új operaházat építtet, és ezt a döntését csak megerősítette, amikor 1820. február 13-án Louis Pierre Louvel meggyilkolta a színházból kilépő Károly Ferdinánd francia királyi herceget. A társulat ideiglenesen a Théâtre Favart-ba költözött. A színházat lebontották, ma park van a helyén.

## Az épület
Az épületet mind a négy oldalán utca határolta, mai nevükön a Rue Rameau, a Rue Lulli, a Rue de Richelieu és a Rue Louvois. A paralelogramma alaprajzú épület hosszabbik oldalai 53, a rövidebbek 35 méteresek voltak. A rövidebb oldalakat tágas, tizenegy árkádból álló oszlopcsarnok határolta, amelyeket girlandokkal díszítettek. A folyosó felett erkély futott az épület teljes szélességében. Az előcsarnok hossza mintegy 20, szélessége 7 méter volt, két dór oszlopsor határolta, a mennyezetet arabeszk domborművek díszítették. A három részre osztott nagyterem az első emeleten volt, a 18 méter hosszú középső helyiség öt nagy ablaka a balkonra nyílt. A két kisebb teremrésznek szintén öt ablaka volt, de ezek közül csak három-három nyílt a főhomlokzaton, a másik kettő-kettő az oldalsó utcák felé nézett. Az épület magassága 18 méter volt. A nézőtér négyemeletes volt, a falakat aranyozott hangszerdomborművek, kék drapériák, függönyök díszítették. A kupolát festett virágfüzérek, maszkok, az antikvitás ünnepelt költőinek büsztjei, rózsák, a kilenc múzsa és a római főistenek festményei borították.